# MonoDevelop
MonoDevelop – wolne zintegrowane środowisko programistyczne dla GNOME, pierwotnie przeznaczone dla C# oraz innych języków platformy .NET. Początkowo MonoDevelop był tylko portem SharpDevelop dla Gtk#, od tego czasu bardzo się rozwinął.
MonoDevelop od wersji 0.13 pozwala na otwieranie i edycję projektów stworzonych w Microsoft Visual Studio 2005. Od wersji 2.0 domyślnym formatem projektów jest format zgodny z Visual Studio 2008, ale formaty zgodne z Visual Studio 2005 i Visual Studio 2010 również są wspierane.
Oprócz C#, MonoDevelop obsługuje także język Visual Basic oraz F#. Ponadto wersje dla niektórych systemów operacyjnych obsługują również takie języki jak Java, Boo, C/C++, Python i Vala.